# Hraničné
Hraničné és un poble i municipi d'Eslovàquia. Es troba a la regió de Prešov, al nord del país.

## Història
La primera referència escrita de la vila data del 1342.

## Demografia
| Godina             | 1994 | 2004    | 2014    | 2024   |
| ------------------ | ---- | ------- | ------- | ------ |
| Nombre de persones | 255  | 219     | 187     | 177    |
| Diferència         |      | −14,11% | −14,61% | −5,34% |

| Godina             | 2023 | 2024   |
| ------------------ | ---- | ------ |
| Nombre de persones | 179  | 177    |
| Diferència         |      | −1,11% |